# Fabio Vettori

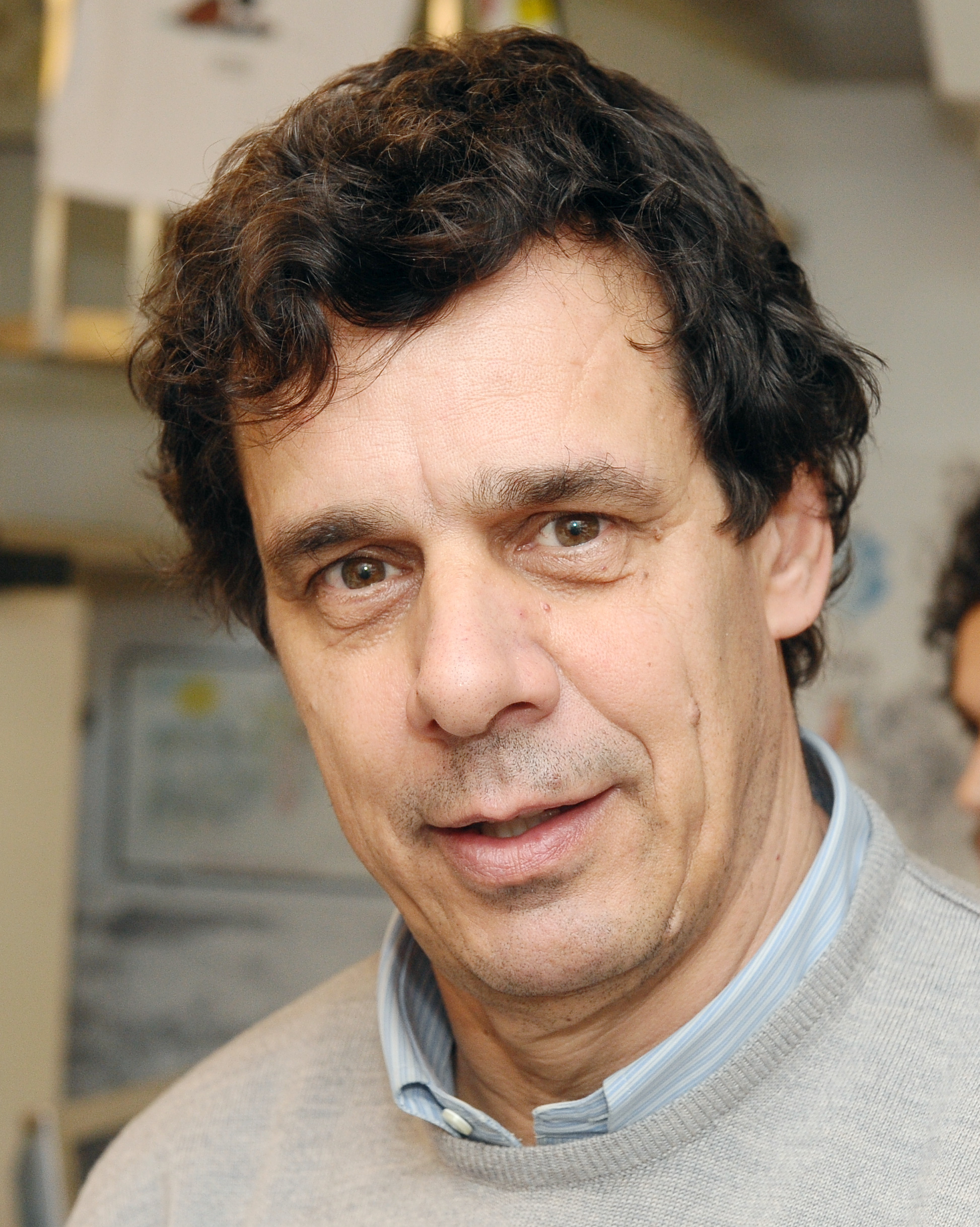
Fabio Vettori 2013

Fabio Vettori (Trento 4 juli 1957) is een Italiaanse tekenaar.

## Biografie
Vettori was van kinds af aan gepassioneerd door tekenen. In 1972 begon hij met het tekenen van mieren. Gedurende zijn carrière maakten zijn mieren een grote evolutie door en maakte hij het verschil tussen mannetjes en vrouwtjes duidelijk aan de hand van kleine details.
In 1981 nam Vettori deel aan een tekenwedstrijd,  waar hij achteraf een tentoonstelling over gaf. Deze tentoonstelling was zijn doorbraak en zorgde ervoor dat hij in 1995 een bedrijf oprichtte voor zijn merchandising in Trento. Daar verkocht hij postkaarten, posters en dergelijke. In 2004 opende hij zijn eerste winkel.
Daarnaast schreef hij ook boeken die de wonderlijke wereld van zijn mieren vertelt, zijn eerste boek schreef hij in 2003 en heet "un mondo di formiche" of in het Nederlands "een wereld van mieren", in 2009 verzorgde hij de illustraties voor de nieuwe videoclip van de Italiaanse zangeres Mariella Nava voor het nummer "Sorridi, sorridi".